# Parti mauricien social démocrate
Le Parti mauricien social démocrate (PMSD) est un parti politique mauricien de centre-droit et de droite fondé sous le nom de Parti Mauricien par Jules Koenig en 1955.
Le PMSD est l'un des plus anciens partis politiques du pays toujours en activité. Anti-indépendantiste et prônant une forme de départementalisation sur le modèle de La Réunion dans les années 1960, il est issu du Ralliement mauricien fondé par Koenig en 1953 dont la rhétorique fustige la potentielle « hégémonie hindoue » qui découlerait de l'indépendance et remplacerait « le modèle dominant occidental, chrétien et libéral sur le plan économique, et instaurerait une société indienne hindouisante socialiste. »
Parti traditionnellement associé aux minorités blanche et créole dans le contexte de la démocratie consociationnelle mauricienne, il connaît un déclin majeur depuis les années 1970 et l'émergence du Mouvement militant mauricien (MMM) de Paul Bérenger, n'obtenant que 7 élus lors des élections du 21 décembre 1976 contre 30 pour le MMM. Plusieurs fois au pouvoir au sein d'alliances nécessaires du fait du système de Westminster hérité des Britanniques, il est battu aux élections législatives de 2019 au sein de l'Alliance nationale (PTr/PMSD/Mouvement Jean-Claude Barbier),.
Conservateur sur le plan sociétal — même si le parti est connu pour avoir porté historiquement le combat contre la peine de mort —, favorable au libéralisme économique — mais officiellement d'obédience social-démocrate — et francophile, le PMSD est associé à la famille Duval.
Le leader actuel est Xavier-Luc Duval, ancien ministre des Finances et ancien chef de l'opposition parlementaire. À la suite de la démission d'Arvin Boolell, Xavier-Luc Duval retrouve le poste de chef de l'opposition parlementaire le 4 mars 2021.

## Histoire

### Avant l'indépendance (1955-1968)

#### La crainte du «péril hindou» et l'émergence de Gaëtan Duval
Fondé par Jules Koenig comme une scission du Ralliement mauricien en 1955, le Parti Mauricien (PM) est réputé proche des milieux des affaires et adopte le discours du « péril hindou » qui anime déjà les discussions dans certains cercles franco-mauriciens, y compris la presse avec Le Cernéen de Noël Marrier d'Unienville :
« Le suffrage universel ici veut dire, personne n’en doute, le suffrage hindou. Le suffrage hindou veut dire l’hégémonie hindoue. L’hégémonie hindoue signifie fatalement… l’annexion, dans un temps plus ou moins long, de l’île Maurice à l’Inde. » — Noël Marrier d'Unienville, Le Cernéen, 4 juin 1953.
En 1956, lors du débat constitutionnel examinant les questions du suffrage universel, le chef de file du PM déclare, pour justifier sa position contre une certaine « hégémonie hindoue » qui influencerait les élections : 
« Vous savez que je hais l’hégémonie d’où qu’elle vienne, et que j’ai maintes fois déclaré, non seulement à vous mais au public, que si j’ai combattu la domination blanche dans ce pays comme je l’ai fait, je ne tolérerai pas qu’elle soit remplacée par toute autre domination. » — Jules Koenig, 1956.

#### Le contexte de l'indépendance: l'autonomisation prônée par le PMSD
En 1959, le Parti Mauricien est cependant défait par le Parti travailliste mauricien fondé par Maurice Curé et emmené par Sir Seewoosagur Ramgoolam et ne récolte que 3 sièges au Parlement. Le jeune Gaëtan Duval entre comme député sous les couleurs du PM en 1960 et se fait particulièrement remarquer lors des manifestations à Port-Louis de novembre 1963 où, selon l'historien Benjamin Moutou, il parvint à « détacher les Créoles qui étaient avec le PTr », électorat resté clef pour le PMSD depuis lors. Les élections de 1963 confirment la tendance d'un PM revivifié, obtenant 10 sièges au Parlement.
C'est dans ce contexte d'une indépendance imminente, avancée par le Parti travailliste, que les élections de 1967 ont lieu, présentées par les partisans de l'indépendance (PI) ou de l'autonomie relative (PM) comme un référendum pour ou contre l'indépendance. L'ascendant de Sir Gaëtan Duval se confirme et dès 1967, il devient le leader du Parti Mauricien, auquel il ajoute l'adjectif social-démocrate pour séduire un « électorat créole des cités ouvrières ». La spécificité du PMSD est qu'il est la seule formation à s'être opposée au processus d'indépendance de Maurice vis-à-vis du Royaume-Uni, mise en avant par le Parti de l'Indépendance (PI) regroupant l'Independent Forward Block (IFB), le Comité d'Action Musulman (CAM) et le Parti travailliste mauricien de Sir Seewoosagur Ramgoolam.

#### L'heure de gloire du PMSD comme parti incontournable de la scène nationale
Au terme des élections du 8 août 1967, le PMSD, mené par Sir Gaëtan Duval, est défait par le PI qui l'emporte avec 56% des voix. Toutefois, avec 44% des voix, le PMSD est un parti incontournable avec lequel il faut compter, d'autant plus qu'il engrange la majorité des voix des Créoles, des Blancs, des Sino-Mauriciens et d'une certaine partie des Musulmans d'origine indienne qui redoutent les effets de cette indépendance dans le contexte de la partition indo-pakistanaise. Soupçonné d'avoir alimenté un climat de division ethnique par ses adversaires, le PMSD accepte néanmoins la main tendue d'une coalition au sein d'un gouvernement d'unité nationale avec le PTr, ce qui provoque le départ d'une partie des cadres du parti — dont Maurice Lesage — qui fonde l'Union démocratique mauricienne (UDM), notamment après le vote du Public Order Bill de 1970 restreignant, entre autres, la liberté de la presse.

### De l'indépendance à la dislocation (1968-2009)

#### Le gouvernement de l'union nationale (PMSD-PTr) et la rupture en 1973
De 1968 à 1973, le PMSD est en coalition avec le Parti travailliste. Cette période est connue comme une phase où l'État consolide un régime parfois qualifié d'autoritaire et s'appuyant sur un état d'urgence quasi-permanent pour limiter les libertés fondamentales, dont la liberté d'expression et de la presse au nom de la pacification publique. C'est aussi le début du déclin du PMSD qui doit faire face à l'émergence du Mouvement militant mauricien de Paul Bérenger qui lui dispute un électorat populaire créole, sensibilisé aux thèmes du tiers-mondisme et de l'altermondialisme de gauche, adoptant une rhétorique anticapitaliste et socialisante, évoquant notamment la lutte des classes.

##### Gaëtan Duval, un tribun populiste de droite

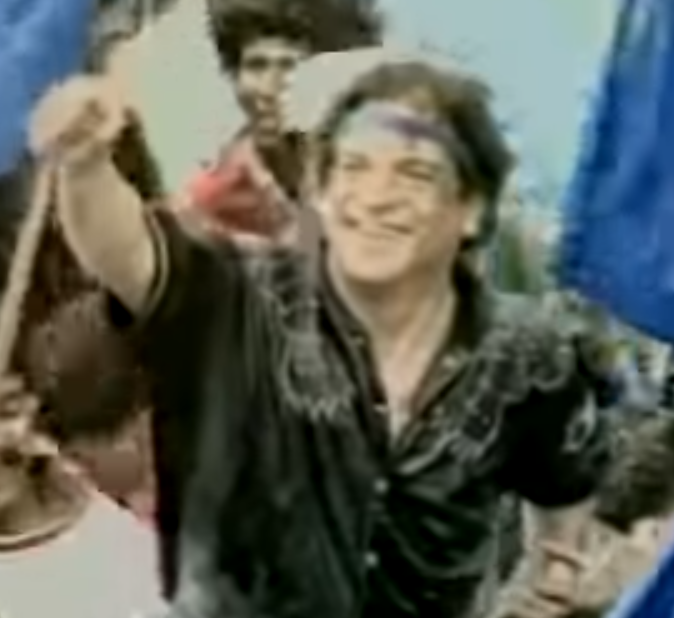
Gaëtan Duval, leader historique du PMSD, lors d'une liesse populaire.

Jusqu'en 1973, le PMSD est partie prenante de la coalition gouvernementale qui dirige le pays à la suite de l'indépendance du 12 mars 1968. Gaëtan Duval oriente son parti vers un discours moins favorable aux élites franco-mauriciennes, notamment par des saillies relevant d'une forme de « populisme » ou nationalisme noir sans doute exacerbé par un contexte international de lutte contre la ségrégation raciale et la montée des mouvements tiers-mondistes se réclamant de les dialectiques de Frantz Fanon ou de la négritude, comme le Mouvement militant mauricien, comme en témoignent sa réponse au chef de l'opposition de l'époque, Maurice Lesage, ancien du PMSD :
« Sir, since the Coalition Government has been formed, everything has been done in order to destroy confidence in it. Why? Because this Government is composed primarily of black people. (...) Yes, because this Government is composed primarily of black people and, for centuries it has been said again and again that black people could never rule this country, sub-consciously perhaps, not consciously! (...) The black have been called at all times Noirs volères. Therefore, when you have a Government of black people, you have a Government of volères. » — Gaëtan Duval, 18 décembre 1970.
Défendant le Public Order Bill, il avance que celui-ci n'est pas élaboré pour protéger le Gouvernement, mais le peuple lui-même :
« The Bill is not to protect the Government. It is to protect, as my hon. friend said, the people themselves. Not later than a week or ten days ago, those people had to call the Riot Unit to their own municipality. Why did they do it? Because the people outside were black! They were énergumènes (...). Power in this country belongs to the black and the black are prepared to co-operate with everybody who respects their rights. (...) The Public Order Bill is made for savages like me, against black people like me, against savages like me, not against civilized people like you (en s'adressant à Maurice Lesage) ! » — Gaëtan Duval, 18 décembre 1970. 
En tant que ministre du Tourisme entre 1967 et 1973, il promeut cependant le pays comme une destination phare pour les Occidentaux et certains États dont la législation présente encore un contenu liée à la ségrégation raciale, comme le régime d'apartheid en Afrique du Sud.

##### La rupture en 1973: le départ des quatre ministres PMSD
Le 17 décembre 1973, les quatre ministres PMSD (Gaëtan Duval, ministre du Tourisme ; Guy Marchand, ministre du Commerce et de l'Industrie ; Cyril Leckning, ministre de l'Emploi et Da Patten, secrétaire d'État aux affaires étrangères) sont révoqués par le Premier ministre Sir Seewoosagur Ramgoolam. La raison probable est l'augmentation des impôts sur le revenu de 15%, refusée par Gaëtan Duval et des discordances sur les stratégies à adopter pour lutter contre le Mouvement militant mauricien de Paul Bérenger, libéré en 1973. L'accalmie n'est que de courte durée, puisque le PMSD réintègre le gouvernement en 1976 après la défaite de Ramgoolam.

#### L'affaire Azor Adélaïde, l'émergence du MMM et le déclin progressif du PMSD
Le 25 novembre 1971 est assassiné un membre du Mouvement militant mauricien, Azor Adélaïde, à la rue Chasteauneuf, Curepipe. Les soupçons se portent sur Ignace Bahloo, qualifié de « première gâchette » de Gaëtan Duval à Curepipe, même si son fils, Éric Bahloo, affirme que « l’assassin présumé pourrait être hindou et non créole. Il aurait pu être payé pour tuer Bérenger, peut-être par quelqu’un d’autre que Duval…». Néanmoins, le meurtre est imputé à des « nervis » du PMSD et Paul Bérenger réemploie l'affaire qui nuit gravement à l'image du PMSD, d'autant plus que le 16 septembre 1969, Gaëtan Duval avait déjà reconnu que certains de ses partisans nuisaient volontairement aux sympathisants du MMM de façon inappropriée.

L'émergence du Mouvement militant mauricien est largement évoquée par le PMSD comme une source de préoccupation, allant jusqu'à qualifier le parti de Paul Bérenger d'agents infiltrés des Soviétiques dans un contexte de guerre froide et poussant sans doute Gaëtan Duval à réintégrer le gouvernement en 1976, Michel Legris affirmant déjà en 1970 :
« De son côté, M. Gaétan Duval n'avait pas été sans percevoir les risques qu'une opposition systématique faisait courir au pays. Il n'avait pas non plus assisté sans inquiétude à l'apparition du Mouvement militant mauricien, qui paraissait décidé à faire de la surenchère antigouvernementale et qui, fondé par le franco-mauricien Paul Béranger, cherchait d'abord à prendre de l'influence auprès de sa propre clientèle. » — Michel Legris, « II. - M. M. M. ... le maudit », Le Monde, 7 novembre 1970.
Les « années de braise » (1970-1980) selon l'expression consacrée, sont cependant les années de déclin du PMSD. La stratégie du slogan black power lors des élections de 1971 s'avère un échec, le PMSD ne récoltant que 7 sièges au Parlement en 1976. Le « virage à gauche » sur le plan social est contrecarré par l'inexorable montée du MMM, plus crédible sur ce point. Les élections de 1982 confirment le déclin réel du Parti travailliste et du Parti Mauricien Social-Démocrate. Après avoir récolté 7 sièges en 1971, le PMSD ne récolte que 2 sièges lors des élections de 1982 et uniquement grâce au best loser system, contre 30 sièges pour le MMM en 1972 puis l'historique 60-0 en faveur du Mouvement militant mauricien en 1982. Mais c'est surtout à partir de 1983, lorsque le Premier ministre mis en minorité est dans l'obligation de convoquer de nouveau des élections législatives, que le déclin du PMSD est définitivement acté, ne récoltant globalement que des sièges de best losers lorsqu'il se présente seul face aux suffrages.

#### Les dissensions des années 1990 et la réunification de 2009: PMSD, PMXD et PGD, la lutte des trois Duval

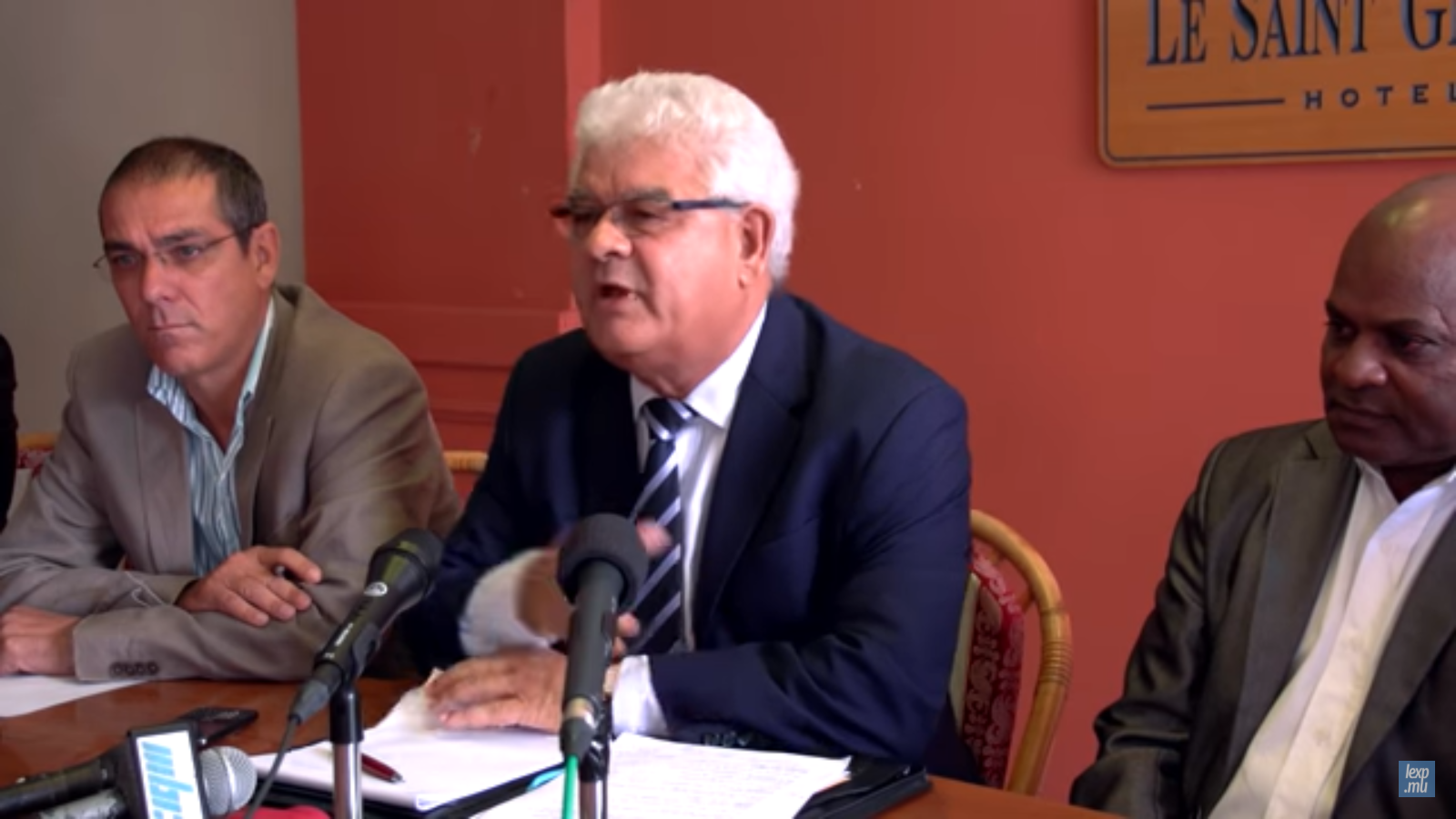
Maurice Allet, leader de 2000 à 2009, puis président jusqu'en 2014.

À la fin des années 1990, le PMSD est éclaté en diverses chapelles à la suite de querelles intestines qui minent le parti de l'intérieur. Ces querelles sont principalement le fait des partisans de Xavier-Luc Duval, entré en politique en 1987 et fils de Gaëtan Duval et ce dernier, figure historique du PMSD, ainsi que ceux de Hervé Duval, le frère de Gaëtan Duval, assumant le leadership effectif du parti depuis juin 1997.
Le 22 mai 1994, le leadership du PMSD est transmis de Gaëtan Duval à Xavier-Luc Duval durant un congrès du parti. En tant que leader du parti, Xavier-Luc Duval fait entrer le PMSD dans la coalition gouvernementale emmené par le Mouvement socialiste militant de Sir Anerood Jugnauth et obtient le portefeuille de ministre du Tourisme. Cependant, il doit faire face à une hostilité de l'exécutif du parti qui lui demande de démissionner du gouvernement, chose qu'il ne fait qu'en octobre de la même année. La scission est actée en 1997 avec la fondation du Parti Mauricien Xavier Duval (PMXD) à la suite d'un désaccord avec le leadership de son oncle, Hervé Duval, qui envisage une coalition avec le Mouvement militant mauricien. Xavier-Luc Duval lui préférant une coalition avec le Parti travailliste de Navin Ramgoolam, il est expulsé du parti et décide de fonder le PMXD, grâce auquel il se faire élire et devient une nouvelle fois ministre.
Cette rupture s'opère consécutivement à la fondation du Parti Gaëtan Duval (PGD) par Gaëtan Duval, un an plus tôt, qui réussit à faire élire son unique candidat en tant que best loser lors des élections de 1996, siège qu'il occupe jusqu'à sa mort en mai 1996. Ce n'est qu'en 2009 que Xavier-Luc Duval réintègre le PMSD et dissout le PMXD, de même que Rama Valayden dissout le Mouvement Républicain (MR). Il recouvre le poste de leader du parti alors occupé par Maurice Allet, qui devient président du PMSD jusqu'à son départ en 2014, ce qui n'est pas sans provoquer des critiques fortes au sein du parti, notamment par la voix du fils de Hervé Duval. Depuis 2009, le leadership du PMSD est assumé sans discontinu par Xavier-Luc Duval.
| Photo            | Nom              | Dates du mandat | Dates du mandat | Notes |
| ---------------- | ---------------- | --------------- | --------------- | --- |
| Xavier-Luc Duval | Xavier-Luc Duval | 2009            | 2020            | Engagé en politique depuis 1987, le fils de Gaëtan Duval se fait élire sous la bannière PMSD dans la circonscription Port-Louis-Nord-Montagne Longue, traditionnellement acquise au Mouvement militant mauricien (MMM). Il se brouille avec son oncle, alors leader du PMSD, et fonde le Parti Mauricien Xavier Duval (PMXD) en 1997. Il rallie le PMSD en 2009 avec le Mouvement Républicain (MR) de Rama Valayden et devient consécutivement leader du parti.                                                                                        |
| Gaëtan Duval     | Gaëtan Duval     | 1976            | 1996            | Leader du PMSD depuis 1976 après Jules Koenig, Gaëtan Duval conserve le leadership du parti pendant trente ans avec un temps d'interruption entre 1995 et 1996. Un an plus tôt, il se dispute avec son fils sur le refus de démissionner du gouvernement de coalition emmené par le Mouvement socialiste militant (MSM) et fonde le Parti Gaëtan Duval (PGD) pour les élections de 1996, auquel il obtient un siège de best loser. Le PMSD n'ayant fait élire aucun député, Gaëtan Duval assume le leadership du PMSD jusqu'à sa mort en mai 1996.     |
|                  | Hervé Duval      | 1996            | 2000            | Devenant leader du PMSD en 1996, il obtient en octobre 1998 le droit de s'approprier le nom du PMSD et son symbole, le coq, via une décision de la Cour suprême. Des dissensions répétées avec Xavier-Luc Duval entraîne sa scission avec les partisans de ce dernier qui créent, en 1997, le PMXD. Souvent qualifiés de Vrais Bleus, les membres du PMSD sous l'égide de Hervé Duval optent plutôt pour un rapprochement avec le Mouvement militant mauricien de Paul Bérenger et rejettent l'alliance avec le Parti travailliste de Navin Ramgoolam. |

## Positionnement politique
Le positionnement politique du PMSD est historiquement de droite, avec des mesures en faveur du libéralisme économique, tout en ménageant les catégories populaires par des mesures socio-économiques appréciées de son électorat traditionnel créole. Depuis le leadership de Xavier-Luc Duval au début des années 2000, le parti s'est recentré en favorisant les alliances au gré des circonstances, tantôt avec le Mouvement socialiste militant de Pravind Jugnauth, comme en 2014, tantôt avec le Parti travailliste de Navin Ramgoolam comme en 2019. Du fait de ces changements tactiques, ses adversaires lui affuble le sobriquet de « zoli mamzel », qu'on peut apparenter au terme de « girouette » en français. Cette situation se réfère surtout à la nature du parti durant les alliances, désormais souvent « junior partner » pour ses partisans ou « béquille » pour ses détracteurs, le PMSD n'ayant jamais retrouvé les scores qui étaient les siens au lendemain de l'indépendance, même s'il réalise d'excellents scores à Rodrigues où il est localement implanté et correspond à son électorat traditionnel. Les fondamentaux, l'histoire et les propositions du parti en matière de société et d'économie le placent donc plutôt à droite, même si les revendications sociales (abolition de la peine de mort, introduction de la double nationalité, soutien au syndicat du service civil par l'intermédiaire de Hervé Duval qui fut l'un de ses premiers présidents) le classeraient plutôt au centre-gauche, proche des positions défendues traditionnellement par le Parti travailliste et le Mouvement socialiste militant.

### Économie, société et fiscalité
Le manifeste de l'Alliance Nationale (Parti travailliste-PMSD-Mouvement Jean-Claude Barbier) pour les élections législatives mauriciennes de 2019 prévoyait une relance de l'économie par les petites et moyennes entreprises, le rééquilibrage des finances publiques et la réindexation de la dette publique nationale aux normes du Banque mondiale. Les mesures phares incluaient notamment la baisse de la TVA sur les produits de première nécessité, le contrôle de l'inflation par le biais d'une politique monétaire de déflation, la flexibilisation du marché du travail ainsi que l'allocation de subventions aux jeunes âgés de 18 à 25 ans en recherche d'emploi durant 18 mois. Un abattement fiscal est aussi prévu pour les mères en situation de travail. Parmi les mesures sociales évoquées dans le programme, la revalorisation des pensions de retraite à Rs 10,000 à partir de décembre 2019, ainsi que l'introduction d'un « baby bond aux couples ayant un revenu mensuel de moins de Rs 50,000 [où] l’État versera une somme fixe sur le compte de chaque bébé éligible jusqu’à ses 18 ans. » La rationalisation du régime fiscal par l'intermédiaire d'un cadre législatif renouvelé (« Fiscal Responsability Act ») avait été évoquée, de même que l'allocation de ressources au secteur de offshore et de l'externalisation pour attirer des capitaux étrangers (ou IDE). Quant à l'innovation en matière fiscale, elle devait se concrétiser par l'encouragement des systèmes de blockchains et de microfinance.

### Institutions et démocratie
La modernisation du régime constitutionnel par le renforcement de l'indépendance de l'Attorney General, de l'adoption de la parité dans les institutions politiques du pays et la création d'un Land Court à la suite des conclusions de la commission Justice et Vérité étaient mises en exergue par le manifeste de l'Alliance Nationale en 2019. Cette modernisation devait également passer par l'introduction d'une application numérique, « ePetition », afin d'encourager la démocratisation des pratiques.

### Éducation et culture
Opposé au système des « cinq crédits » concernant le passage au HSC à la suite de la réforme de l'éducation sous le Gouvernement Pravind Jugnauth I en 2017, Xavier-Luc Duval préconise « le retour de trois crédits pour passer en HSC » comme « promis (...) dans le programme électoral de l’Alliance Nationale ». Le manifeste de l'Alliance Nationale comprend effectivement cette mesure. Parmi les mesures affectant le domaine de la culture, la restructuration du ministère afférant, la création d'une galerie d'art nationale et d'un conseil national des arts était au programme. La privatisation de la MASA (Mauritius Society of Authors) pour la libérer de la tutelle du ministère des Arts et de la Culture, ainsi que l'autofinancement de la MBC (Mauritius Broadcasting Corporation) — l'État détenant le monopole sur la télévision publique — étaient au programme, avec la cession d'une redevance obligatoire pour la MBC s'élevant alors à Rs 150. La mise en place d'une librairie nationale digitale fut aussi de mise.

### Politique étrangère
La modernisation de la formation des diplomates mauriciens, ainsi que leur stratégie à adopter, devait faire l'objet d'une politique dans le cadre d'un « revitalised African strategy », avec comme axes majeurs le développement des relations économiques et commerciales avec l'étranger.

### Santé
Parmi les mesures annoncées en matière de santé, le PMSD s'est engagé, dans le cadre de son alliance avec le Parti travailliste, à créer des centres hospitaliers universitaires sur le modèle des CHU français afin de favoriser la recherche médicale et la formation des futurs médecins. Entre autres, il a annoncé son souhait de construire des hôpitaux spécialisés en gynécologie, pédiatrie et gériatrie, mais également en oncologie. Une politique de prévention des maladies par le suivi des personnes au-delà d'un certain âge était également admise, de même « qu'un amendement à la loi pour permettre l'utilisation de médicaments dérivés du cannabidiol sous strict contrôle médical et dans des conditions agrées par un board de médecins », qui aurait été une première à Maurice.

### Sécurité et immigration
L'idée d'une promotion d'un constable après cinq, voire dix ans, au grade de sergent, est reprise dans le manifeste électoral de l'Alliance Nationale, où il est affirmé « qu'un constable aura droit a une promotion au grade de sergent après 10 ans de service. » Le remplacement effectif du CCID « par une Special Investigation Team », ainsi que l'abolition des certificats de moralité, étaient également prévus.

## Alliances et résultats électoraux

### Élections législatives
Les sièges sont comptabilisés par alliance (lorsqu'il y a eu alliances) et non par parti.
| Année | Résultats | Résultats | Sièges  | Alliance     | Position et notes         | Position et notes                                                                         |
| Année | Voix      | %         | Sièges  | Alliance     |                           |                                                                                           |
| ----- | --------- | --------- | ------- | ------------ | ------------------------- | ----------------------------------------------------------------------------------------- |
| 1967  | 354 193   | 43,53     | 23 / 70 | PTr-PMSD     | Union nationale           | Un cas unique d'union nationale dans l'histoire politique mauricienne.                    |
| 1976  | 200 559   | 16,50     | 8 / 70  | Aucune       | Opposition                |                                                                                           |
| 1982  | 120 412   | 8,40      | 2 / 70  | Aucune       | Opposition                |                                                                                           |
| 1983  | 575 996   | 41,70     | 46 / 70 | MSM-PTr-PMSD | Coalition gouvernementale |                                                                                           |
| 1987  | 120 412   | 8,40      | 2 / 70  | Aucune       | Opposition                |                                                                                           |
| 1991  | 670 631   | 39,30     | 9 / 70  | PTr-PMSD     | Opposition                |                                                                                           |
| 1995  | 0         | 0,00      | 0 / 70  | Aucune       | Aucune                    | Seul le PGD récolte 1 siège, celui de Gaëtan Duval.                                       |
| 2000  | 0         | 0,00      | 0 / 70  | Aucune       | Aucune                    | Seul le PMXD récolte 1 siège, celui de Xavier-Luc Duval.                                  |
| 2005  | 948 766   | 48,80     | 42 / 70 | PTr-PMSD     | Coalition gouvernementale |                                                                                           |
| 2010  | 1 001 903 | 49,69     | 45 / 70 | PTr-MSM-PMSD | Coalition gouvernementale |                                                                                           |
| 2014  | 1 016 551 | 49,83     | 51 / 70 | MSM-ML-PMSD  | Coalition gouvernementale | Le PMSD décide de quitter la coalition gouvernementale pour rallier l'opposition en 2016. |
| 2019  |           |           | 17 / 70 | PTr-PMSD     | Opposition                |                                                                                           |